# Grab It for a Second
Grab It for a Second is een muziekalbum van Golden Earring uit september 1978.
Na de complexe en matig scorende To the Hilt en Contraband (1976) zocht Golden Earring het succes in de eenvoud. Met het oog op een Amerikaanse tournee werd het een album vol stampende stadionrock. Producer was Jimmy Iovine, die onder meer albums van de topartiesten Bruce Springsteen, Tom Petty, Patti Smith, The Pretenders, Simple Minds en U2 onder handen heeft genomen. Grab It for a Second werd met drie ton de duurste plaat uit de geschiedenis van Golden Earring. Leather leunde zwaar op de blues, met de ballad Against the Grain als afwisseling. De single Movin' Down Life werd slechts een kleine hit. Het album flopte, ondanks Iovines invloed, en de gigantische kosten werden nauwelijks terugverdiend. De tijdgeest schreef disco of punk voor. Golden Earring zakte muzikaal en financieel gezien in een zwart gat. Retrospectief beschouwen de bandleden Grab It for a Second als een van hun grootste flaters.

Midden in de Amerikaanse tournee in de winter van 1978-1979, waarbij Golden Earring als het voorprogramma van Ted Nugent en Aerosmith voornamelijk in massale stadions optrad, verliet gitarist Eelco Gelling de band. Als kwartet ging de band verder.

## Nummers
1. Roxanne (3.39)
2. Leather (5.01)
3. Tempting (3.43)
4. U-Turn Time (3.25)
5. Movin' Down Life (3.31)
6. Against the Grain (4.35)
7. Grab It for a Second (4.10)
8. Cell-29 6.39

Discografie